# Qastel
Qastel (קסטל) est le nom donné au sommet fortifié d'une élévation naturelle des monts de Judée, à l'emplacement de l'ancien village arabe d'al-Qastal en Palestine mandataire. Il s'élève à une hauteur de 790 m d'altitude et est situé à 8 km à l'ouest de Jérusalem, sur la route reliant cette dernière à Tel-Aviv. C'est aujourd'hui un parc naturel israélien qui fait partie de la municipalité de Mevasseret Tsion.
Certains spécialistes identifient le lieu avec le mont Efron mentionné dans la Bible (Livre de Josué 15/9). À l'époque romaine, une première forteresse du nom de « Castellum » y est construite afin d'assurer l'axe vers Jérusalem. Puis les Croisés en bâtissent une seconde baptisée « Castellum Belvoir », permettant elle aussi de garder la route de Jérusalem mais aussi d'avoir contact avec d'autres forteresses du système de surveillance croisé, comme celles construites à Kiryat-Yéarim, Nebi Samwil et Tzouba.

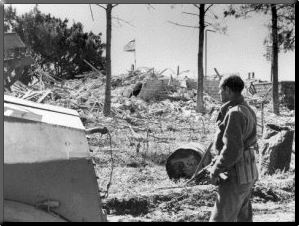
Soldat de la Haganah devant le village de Qastel

Qastel s'est rendu particulièrement célèbre lors de la guerre d'Independance de 1948, à l'époque où les forces arabes, réunies au sein de la Jaysh al-Jihad al-Muqaddas commandée par Abd al-Kader al-Husseini, contrôlent les points-clé de la route reliant Tel-Aviv à Jérusalem.
Dans la nuit du 2 au 3 avril, le village d'al-Qastal est pris par une compagnie du Palmach, partie du kibboutz Kiryat-Anavim dans le cadre de l'opération Nahshon. Du 7 au 9 avril 1948, il sera le siège d'intenses contre-offensives, menées par des centaines de volontaires du 6 au 8 avril. Abdel Kader al-Husseini mène lui-même les offensives et tombe le 8 avril 1948. Sa mort provoque alors l'annulation des festivités prévues de Nabi Moussa et l'ouverture d'une puissante contre-offensive et la reprise de la position par les Arabes.
Le 9 avril, deux compagnies du Palmah organisent alors une nouvelle attaque sur le village qu'ils trouvent vide de combattants. Ceux-ci se sont en effet rendus aux funérailles d'al-Husseini à Jérusalem. La décision est prise d'entièrement dynamiter le village pour éviter qu'il ne repasse sous contrôle arabe.
La prise d’al-Qastal marque une phase importante dans le processus d'ouverture du couloir montagneux menant à Jérusalem et voulu par l'opération Nahshon.
À la fin de la guerre en 1948, un camp de tentes (« Maabarat haQastel »), destiné à accueillir de nouveaux immigrants est aménagé à Qastel. S'y trouve aujourd'hui le quartier de Maoz-Tsion à Mevasseret Tsion et on trouve encore, au milieu des ruines du village arabe, les restes de positions militaires datant de l'époque.